# Jacarandá-mimoso
O jacarandá-mimoso (Jacaranda mimosifolia, D. Don) é uma árvore ornamental da família Bignoniaceae, nativo da Argentina, Bolívia e Sul do Brasil que se encontra ameaçada em seu habitat natural.
É uma das poucas árvores a ter o mesmo nome comum em quase todos os idiomas do mundo. Além disso, tem dois nomes científicos porque em 1822 foi identificada por duas pessoas que lhe deram nomes científicos diferentes: jacaranda mimosifolia e jacaranda rotundifolia.

## Etimologia
"Jacarandá" provém do tupi iakarandá.

## Características

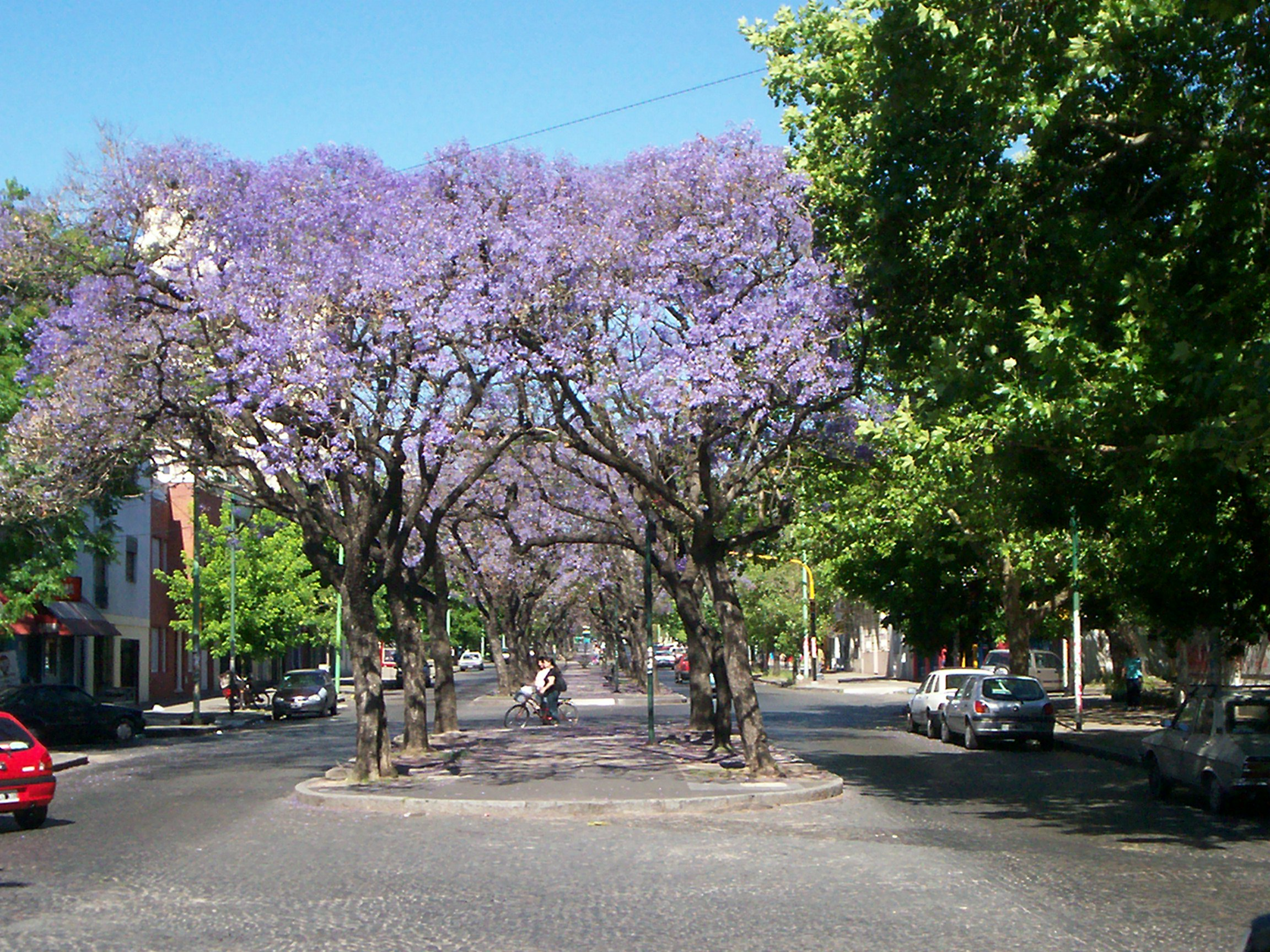
Jacarandás (Jacaranda mimosifolia).

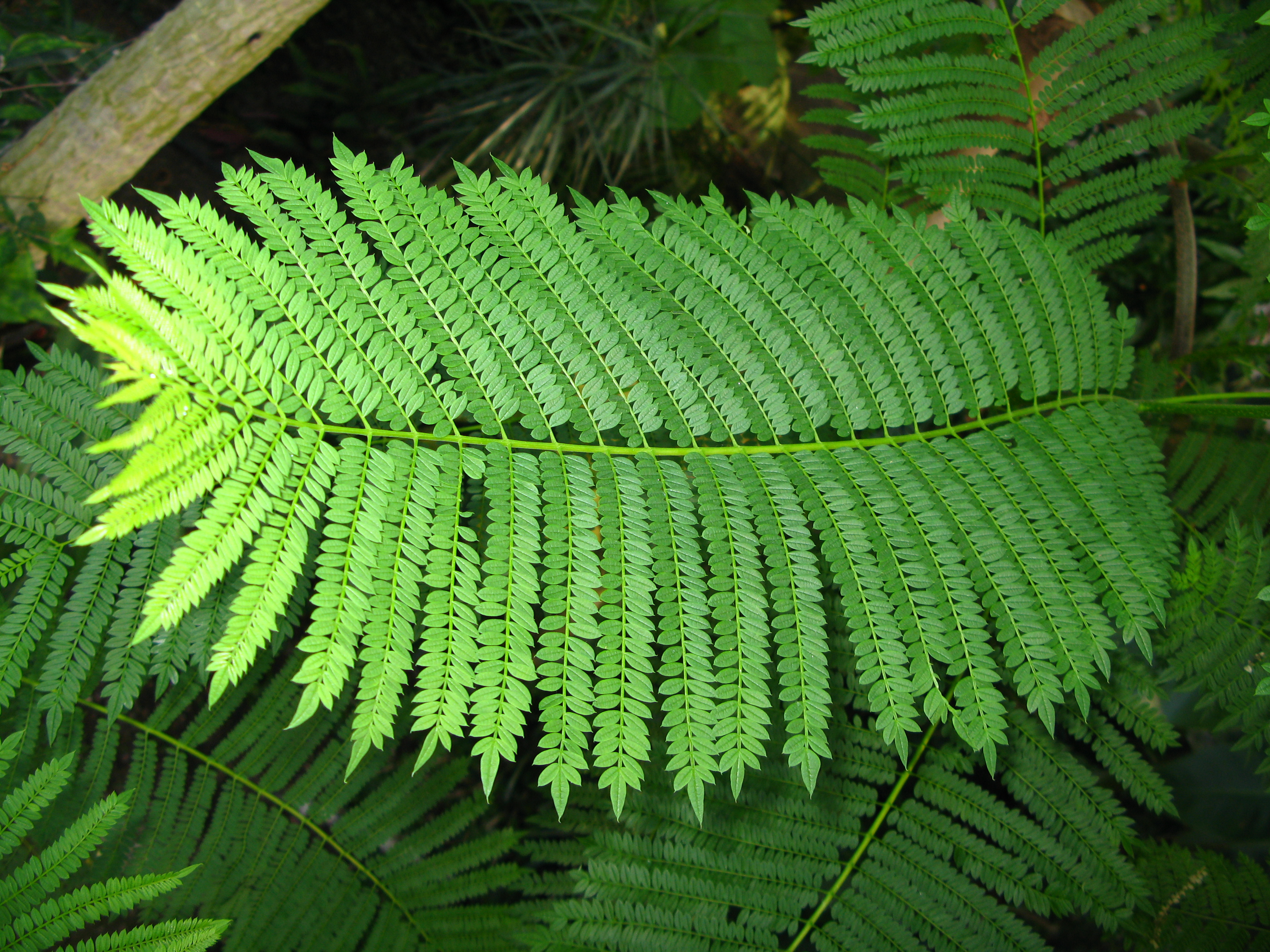
Folha.

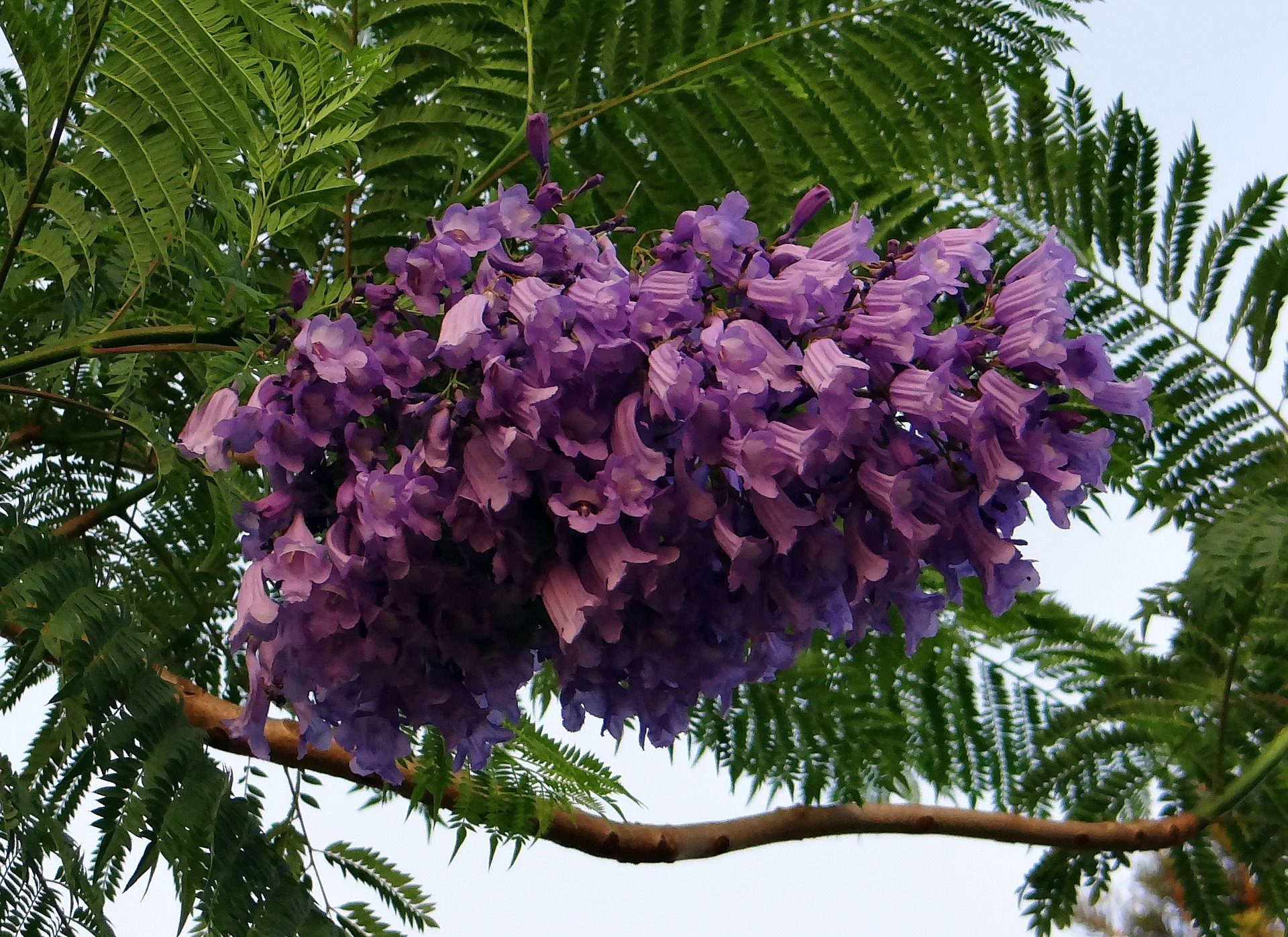
Flores.

Árvore de porte médio, que atinge cerca de 15 metros. De copa rala, arredondada a irregular, folhagem delicada, é uma árvore decídua a semi-decídua. Seu caule, 30 a 40 cm de diâmetro, é um pouco retorcido, com casca clara e lisa quando jovem, que gradativamente vai se tornando áspera e escura com a idade. Suas folhas, que medem 40 cm de comprimento, são opostas e bipinadas, compostas por 25 a 30 pares de pequenos folíolos ovais delicados, de coloração verde-clara acinzentada, e se concentram na extremidade dos ramos. No inverno, o jacarandá-mimoso perde suas folhas, que dão lugar às flores na primavera. Suas flores são duráveis, perfumadas e grandes, de coloração azul ou arroxeada, em forma de trompete e arranjadas em inflorescências do tipo panícula. A floração se estende por toda a primavera e início do verão. Os frutos surgem no outono, são lenhosos, deiscentes e contém numerosas e pequenas sementes. O fruto é cápsula lenhosa, muito dura, oval, achatada, com numerosas sementes.

## Ocorrência
Nativa da Argentina, Peru e sul do Brasil.
Espécie pioneira, ocorre nos estados de São Paulo e Minas Gerais, nas formações florestais do complexo atlântico, como nos brejos de altitude do nordeste do Brasil. Pode ocorrer também em formações de cerrado, também na região Nordeste [carece de fontes?].

## Usos
É uma árvore maravilhosa para a arborização urbana, caracterizada pela rusticidade, floração decorativa e crescimento rápido. Pode ser utilizada na ornamentação de ruas, calçadas, praças e parques, pois suas raízes não são agressivas. (É largamente utilizada no paisagismo, adornando pátios e jardins residenciais ou públicos, filtrando moderadamente a luz do sol).
Muitos países utilizam o jacarandá-mimoso na arborização de grandes cidades, entre estes podemos citar a Argentina, Brasil, África do Sul, Estados Unidos, Austrália, Nova Zelândia, Itália, Portugal, Espanha e México, entre outros.
A cidade de Pretória, na África do Sul, tem suas ruas arborizadas com jacarandá-mimoso, formados a partir de sementes levadas do Brasil.
A cidade de Lisboa tem vastas áreas cobertas de jacarandás-mimosos, sobretudo no Parque Eduardo VII, no Largo do Carmo, na zona do Príncipe Real e nas Avenidas 5 de Outubro e D. Carlos I. Os jacarandás lisboetas florescem em maio e são comumente elogiados por jornalistas e autores portugueses, entre os quais se destaca, pela persistência, António Barreto.
Sua madeira é de excelente qualidade e apresenta cor rosada muito apreciada, é muito dura, pesada, compacta e de longa durabilidade tratando-se, portanto, de uma madeira de lei. Ela é empregada, por exemplo, na indústria moveleira, pisos laminados, instrumentos musicais e em aplicações no interior de automóveis de luxo.
Seus frutos são utilizados no artesanato para confecção de bijuterias.

## Cultivo
Deve ser cultivada a sol pleno, em solo fértil, bem drenado, enriquecido com matéria orgânica e irrigado no primeiro ano após o plantio. Multiplica-se por sementes.
Adapta-se a uma ampla variedade de locais, mas aprecia o clima subtropical. Quando jovem, não tolera frio excessivo, mas torna-se mais resistente ao frio com o tempo. Não necessita podas ou qualquer tipo de manutenção. Não tolera secas prolongadas, ventos fortes ou a salinidade no solo. É resistente à poluição urbana moderada e à maioria das enfermidades.